# 나베시마 하루시게
나베시마 하루시게(일본어: 鍋島 治茂)는 에도 시대 중기부터 후기까지의 다이묘이다. 히젠 가시마번 제7대 번주, 동국 사가번 제8대 번주를 지냈다. 사가번주 나베시마 무네시게의 10남이며 선선대번주와 선대번주인 나베시마 무네노리, 나베시마 시게모치의 동생이다. 아명은 도요마쓰(豊松), 가사마번주 시절의 이름은 나오히로(直煕), 사가번주가 되고나선 쇼군 도쿠가와 이에하루의 편휘 하루(治)를 받아 하루시게로 개명하였다.
사가번정의 근본적인 개혁을 시행하여 명군으로 알려지고 사가번 중흥의 시조(일본어: 佐賀藩中興の祖)로 불린다.
| 전임 나베시마 나오사토 | 제7대 가시마번 번주 (나베시마가) 1763년 ~ 1770년 | 후임 나베시마 나오요시 |

| 전임 나베시마 시게모치 | 제8대 사가번 번주 (나베시마가) 1770년 ~ 1805년 | 후임 나베시마 나리나오 |